# Phyllanthus poliborealis
Phyllanthus poliborealis är en emblikaväxtart som beskrevs av Airy Shaw. Phyllanthus poliborealis ingår i släktet Phyllanthus och familjen emblikaväxter. Inga underarter finns listade i Catalogue of Life.